# Bogàtirevka
Bogàtirevka (en rus: Богатыревка) és un poble de l'óblast de Saràtov, a Rússia, segons el cens del 2010 tenia 37 habitants. Pertany al districte municipal de Petrovsk.